# Aardklop
Aardklop is sinds 1998 een jaarlijks festival in Potchefstroom in de Zuid-Afrikaanse Noordwestprovincie, met beeldende kunst, straatmuziek en muziekconcerten, dans, cabaret en theater. Het wordt op verschillende locaties in de stad gehouden en trekt rond 150.000 bezoekers.

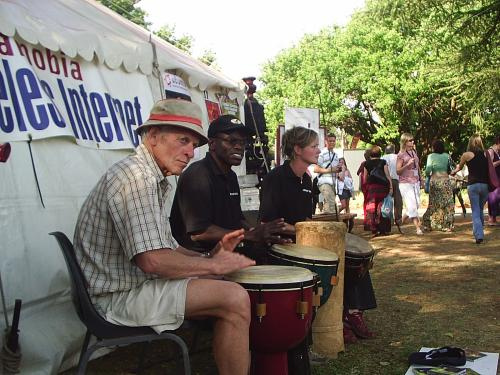
Straatoptreden met djembés
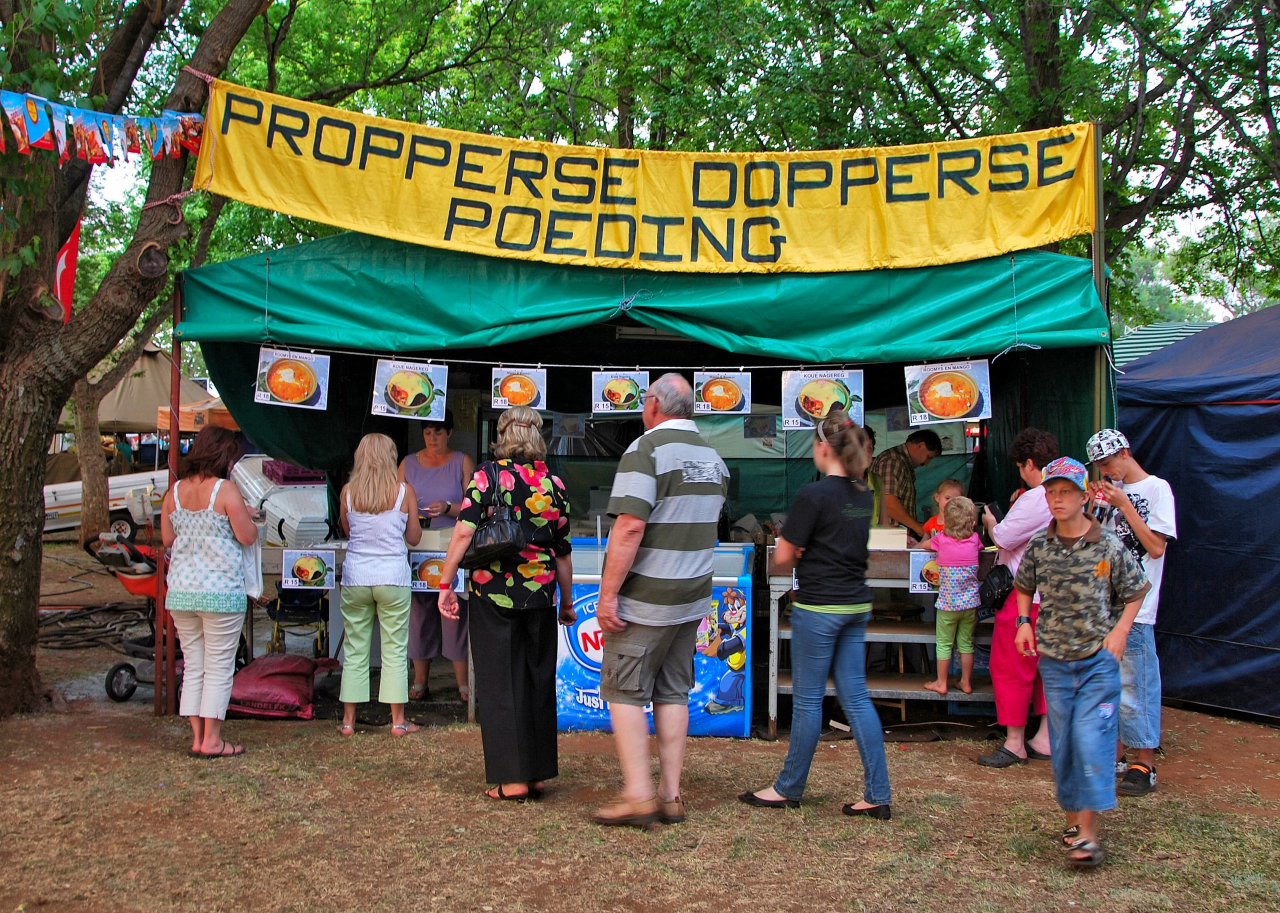
Kraampje tijdens het festival